# Phyllocleptis jucunda
Phyllocleptis jucunda es una especie de insecto coleóptero de la familia Chrysomelidae.
Fue descrita científicamente en 1912 por Weise.